# Kato Sogen
Kato Sogen (加藤 宗現 Katō Sōgen, 22 tháng 7 năm 1899 – k. Tháng 11 năm 1978) là một người Nhật Bản, từng là người đàn ông cao tuổi nhất Tokyo cho đến khi xác ướp của ông được tìm thấy trong phòng ngủ. Phía điều tra kết luận có thể ông đã qua đời từ tháng 11 năm 1978, thọ 79 tuổi, và cái chết của Kato bị gia đình giấu đi. Người thân trước đó từng nhiều lần ngăn cản các cán bộ quận gặp mặt ông để chuẩn bị cho ngày Kính lão tại thành phố, viện ra nhiều lý do như ông là một người sống thực vật cho đến việc thực hành sokushinbutsu (tự ướp xác trong Phật giáo). Một cuộc khám nghiệm tử thi đã diễn ra song không thể xác định nguyên nhân cái chết.
Việc phát hiện hài cốt của Kato đã thúc đẩy chiến dịch truy tìm những người già mất tích trên cả nước. Một điều tra cho thấy cảnh sát không biết liệu 234,354 người trên 100 tuổi có còn sống hay không. Các quan chức thừa nhận rằng nguyên nhân gây ra điều này là do việc lưu giữ hồ sơ kém. Một trong số những người nhà của Kato sau cùng bị kết tội gian lận; họ hàng Kato đã nhận tổng cộng 9,500,000 Yên tiền lương hưu của ông.

## Lịch sử

### Phát hiện thi thể

Hình minh họa căn hộ nơi phát hiện ra xác ướp của Kato. (1) Địa điểm phát hiện ra xác ướp; (2) Tờ báo từ năm 1978; (3) Điện thoại quay số; (4) Lối vào chính.

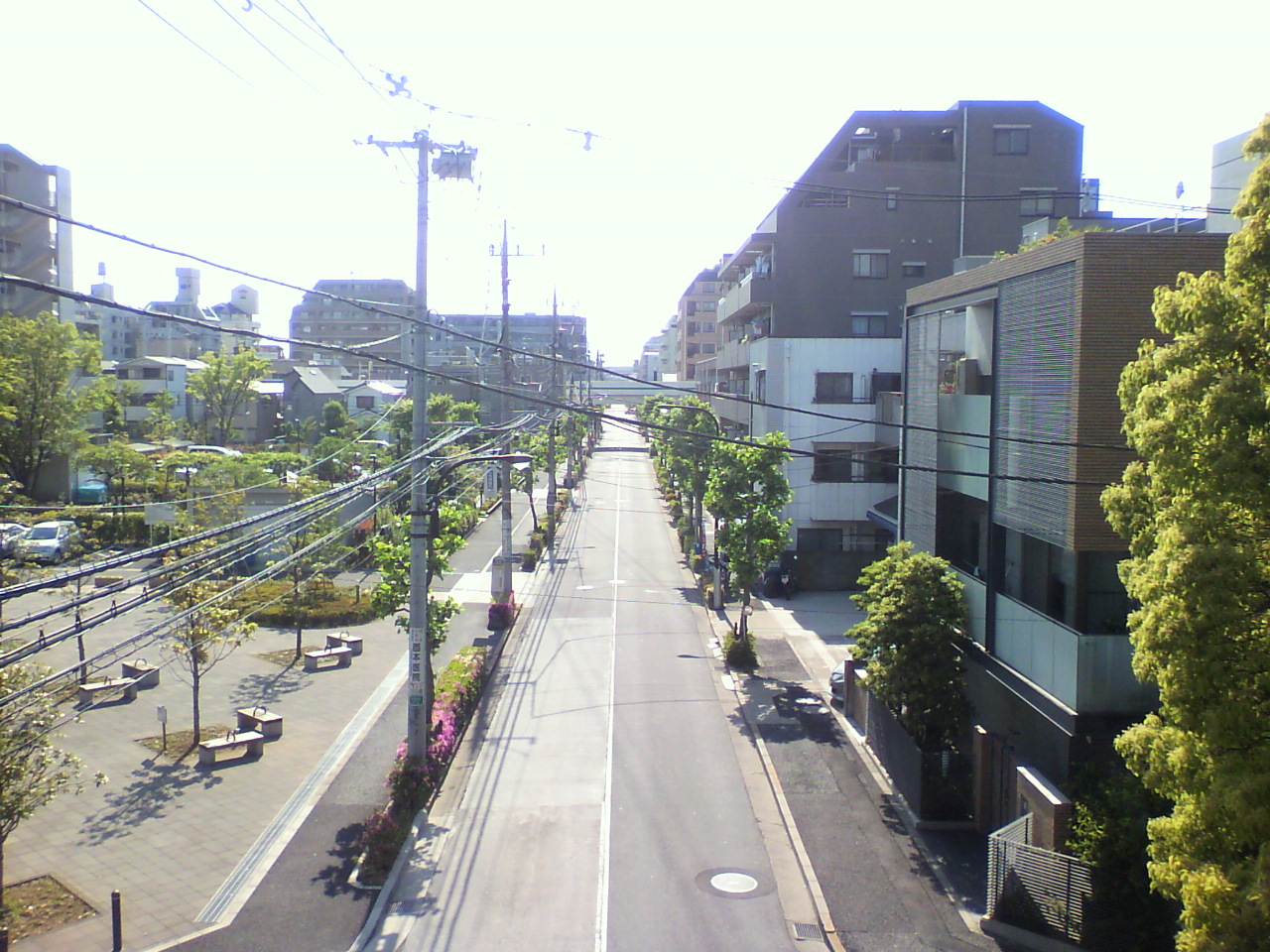
Adachi, Tokyo, nơi Kato sinh sống

Quan chức địa phương tại Adachi, Tokyo từng nhiều lần đến nhà Kato Sogen, được ghi nhận đang sống trong một căn hộ nơi đây, nhưng gia đình ông đã từ chối yêu cầu thăm gặp. Nhiều lý do được viện dẫn cho những lần từ chối này, bao gồm cả việc ông là "người thực vật" hay đang trong quá trình tu tập để trở thành một sokushinbutsu.
Vào thứ Tư ngày 27 tháng 7 năm 2010, khi các viên chức quận một lần nữa yêu cầu được gặp mặt ông để chuẩn bị cho Ngày kính lão trong thành phố và bị gia đình từ chối, cảnh sát đã tổ chức đột nhập vào nhà Kato và phát hiện thi thể ông. Xác ướp Kato được tìm thấy bên trong một căn phòng ngủ ở tầng một. Ông nằm trên giường, mặc đồ lót, đồ ngủ và bao trùm bởi một tấm chăn. Những tờ báo trong phòng có niên đại hơn ba thập kỷ trước từ thời Shōwa, cho thấy người đàn ông có thể đã chết khoảng tháng 11 năm 1978. Viên chức Muroi Yukata khẳng định rằng "Gia đình có thể đã biết ông qua đời trong nhiều năm và quyết định làm ngơ. Điều này thật kỳ quái".
Ngay sau chuyến thăm của cảnh sát, cháu gái của Kato đã kể với một người quen rằng "ông nội tôi tự nhốt mình trong căn phòng ở tầng một của ngôi nhà chúng tôi cách đây 32 năm, và chúng tôi không thể mở cửa từ bên ngoài. Mẹ tôi nói, 'Cứ để ông ở đó', và ông vẫn ở đó. Tôi nghĩ ông tôi đã chết". Một viên chức từng báo cáo những lo ngại về sự an toàn của Kato vào đầu 2010 với văn phòng quận nơi ông cư trú. Một cuộc khám nghiệm tử thi đã diễn ra song không xác định được nguyên nhân Kato mất.

### Phiên tòa xét xử gian lận
Ngày 27 tháng 8 năm 2010, hai người thân của Kato đã bị bắt và bị buộc tội gian lận. Các công tố viên cáo buộc Kato Michiko, 81 tuổi, con gái của Kato, và Kato Tokimi, 53 tuổi, cháu gái, đã nhận khoảng 9,500,000 Yên tiền lương hưu của ông. Thời điểm vợ Kato qua đời năm 2004 ở tuổi 101, 9,450,000 Yên tiền quỹ hưu trí cũng được gửi vào tài khoản ngân hàng của Kato định kỳ từ tháng 10 năm 2004 đến tháng 6 năm 2010. Khoảng 6,050,000 Yên đã kịp rút ra trước khi thi thể của ông bị phát hiện. Kato bắt đầu nhận phúc lợi người cao tuổi từ tháng 8 năm 1969 và gia đình ông đã tận dụng nguồn tiền này.
Vào tháng 11 năm 2010, Tòa án quận Tokyo tuyên án Kato Tokimi mức án 2 năm rưỡi tù giam vì tội lừa đảo, hưởng án treo trong bốn năm. Thẩm phán Shimada Hajime cho biết: "Bị cáo phạm tội ác có chủ đích với động cơ ích kỷ là đảm bảo thu nhập cho gia đình. Tuy nhiên, bà đã trả lại các khoản trợ cấp hưu trí và bày tỏ sự hối hận về hành vi trên".

## Hệ quả
—The Globe and Mail
Sau khi phát hiện ra xác ướp của Kato, các quan chức Tokyo tiếp tục tìm kiếm người phụ nữ lớn tuổi nhất thành phố, bà Furuya Fusa 113 tuổi, được đăng ký là đang sống cùng con gái. Tuy nhiên con gái Furuya cho biết đã không gặp mẹ mình trong hơn 25 năm. Tin tức về sự mất tích của Furuya và cái chết của Kato đã thúc đẩy một cuộc điều tra trên toàn quốc, kết luận rằng cảnh sát không biết liệu 234.354 người trên 100 tuổi có còn sống hay không. Các quan chức cho biết hơn 77.000 người trong số này sẽ có tuổi thọ hơn 120 nếu họ chưa qua đời. Tình trạng lưu giữ hồ sơ kém đa phần là lý do cho các trường hợp này, và nhiều người có thể đã chết trong Thế chiến thứ II nhưng không được ghi nhận. Một sổ đăng ký thậm chí ghi một người đàn ông vẫn còn sống ở tuổi 186.
Kể từ vụ việc của Kato và Furuya, các nhà phân tích nỗ lực tìm hiểu lý do tại sao công tác lưu trữ hồ sơ người già của chính quyền Nhật Bản lại kém. Nhiều người già được cho là đã rời khỏi gia đình mình. Thống kê cho thấy ly hôn ngày càng phổ biến ở người cao tuổi. Bệnh mất trí nhớ, căn bệnh ảnh hưởng đến hơn hai triệu người Nhật Bản, cũng là một yếu tố góp phần vào tình trạng trên. Cuộc điều tra lưu ý rằng nhiều công dân lớn tuổi Nhật Bản đang chết trong cô đơn. "Chết một mình và sau hai tháng, tất cả những gì còn lại chỉ là mùi hôi thối, một xác chết thối rữa và giòi bọ", The Japan Times viết trong một bài xã luận. Điều tra dân số Nhật Bản năm 2005 cho thấy có 3,86 triệu người cao tuổi sống cô độc, so với 2,2 triệu người thập kỷ trước. Một nghiên cứu gần hơn phát hiện 24,4% số nam giới và 9,3% số phụ nữ trên 60 tuổi ở Nhật Bản không có hàng xóm, bạn bè hoặc người thân để dựa vào. Vào 2008, hãng thông tấn Associated Press đưa tin rằng số lượng người già tự tử đã đạt mức cao kỷ lục vì những áp lực về sức khỏe và kinh tế.
Xã luận của nhật báo Asahi Shimbun cho biết phát hiện trên phản ánh "những vấn đề sâu sắc hơn" trong hệ thống sổ đăng ký của Nhật Bản. "Gia đình được cho là gần gũi nhất với người lớn tuổi lại không biết họ đang ở đâu và trong nhiều trường hợp, còn không thèm nhờ cảnh sát tìm kiếm họ", bài xã luận viết. "Điều này cho thấy sự tồn tại của những người cô đơn, không gia đình nương tựa và mối quan hệ với người xung quanh bị cắt đứt". Theo tiến sĩ Miyoji Aiba của Trung tâm Y tế Lão khoa Tokyo Koto, lý do chính dẫn đến hiện tượng này còn là vì người dân Nhật Bản đang sống lâu hơn bao giờ hết. Nhật Bản có tỷ lệ người cao tuổi cao nhất thế giới: tính đến tháng 10 năm 2010, 23,1% dân số đất nước ở độ tuổi 65 trở lên và 11,1% vào độ tuổi 75 trở lên. Nguyên nhân chủ yếu là do tỷ lệ sinh rất thấp; tính đến năm 2005, tỷ lệ này là 1,25 trẻ sơ sinh cho mỗi phụ nữ—để duy trì dân số ổn định, con số cần phải là 2,1. Người nước ngoài chỉ chiếm 1,2% tổng dân số tính đến năm 2005. Một báo cáo năm 2006 của chính phủ chỉ ra rằng đến năm 2050, 1⁄3 dân số sẽ trở thành người già.
The Globe and Mail đưa ra bình luận sau khi phát hiện ra xác của Kato: "Giống như một lời kêu cứu tập thể, hơn 30.000 người cao tuổi Nhật Bản bị bắt giữ mỗi năm vì tội trộm cắp vặt. Nhiều người đã nói với cảnh sát rằng họ ăn cắp vì cảm giác buồn chán và cô lập, chứ không phải thiếu thốn bất kỳ nhu cầu kinh tế nào". Jeff Kingston, giám đốc nghiên cứu châu Á tại cơ sở Nhật Bản của Đại học Temple, cho biết "Đây là một hiện tượng nhân đạo—người Nhật Bản luôn được xem là những người đúng mực, tuân thủ luật pháp—trong khi thực tế họ cũng là kẻ lừa đảo giống chúng ta. [Câu chuyện về những lão niên trăm tuổi mất tích] phản ánh xã hội và thực tế mà nhiều người ở Nhật Bản không muốn chấp nhận".